# Маркелов, Владимир Анатольевич
Влади́мир Анато́льевич Марке́лов (род. 3 июня 1947, Берёзовка, Бузулукский район Оренбургской области) — советский рабочий, слесарь механосборочных работ, Герой Социалистического Труда.

## Биография
Родился в 1947 году. Окончил среднюю школу, в 1967—1969 годах проходил срочную службу в Советской армии.
В августе 1969 года прибыл на строительство Волжского автомобильного завода, участвовал в сборке первого автомобиля. Работал слесарем механосборочных работ..
С 2007 года на пенсии, проживает в Тольятти.

## Награды
- Герой Социалистического Труда (30 апреля 1991, за выдающиеся достижения в труде, большой личный вклад в повышение эффективности производства).[2]
- Награждён орденами Ленина (1991) и Знак Почёта.
- Почётный машиностроитель РСФСР (1987)